# Tramvia Blau
A Tramvia Blau Barcelona egykoron kiterjedt villamoshálózatának egyetlen megmaradt vonala (megj.: azóta már épültek ismét újabb villamosvonalak a városban). Jelenleg turistalátványosság. A mindössze 1,276 km hosszú pálya kétvágányú, a felső végállomáson csatlakozási lehetőséggel a Tibidabora közlekedő siklóvasúthoz.
A vonalon összesen hét történelmi villamoskocsi közlekedik, a hálózat a nevét a kék színű villamoskocsikról kapta.

## Megállók
A vonalon az alábbi megállók találhatóak:
| Felfelé                                                                                                | Lefelé |
| --- | --- |
| - Plaça Kennedy - Román Macaya - Josep Garí - Lluís Muntadas - Font del Racó - Plaça del Doctor Andreu | - Plaça del Doctor Andreu - Carrer número 15 - Adrià Margarit - Bosch i Alsina - Josep Mª Florensa - Plaça Kennedy |

A felső végállomáson átszállhatunk a Funicular del Tibidabo siklóvasútra.

## Járművek

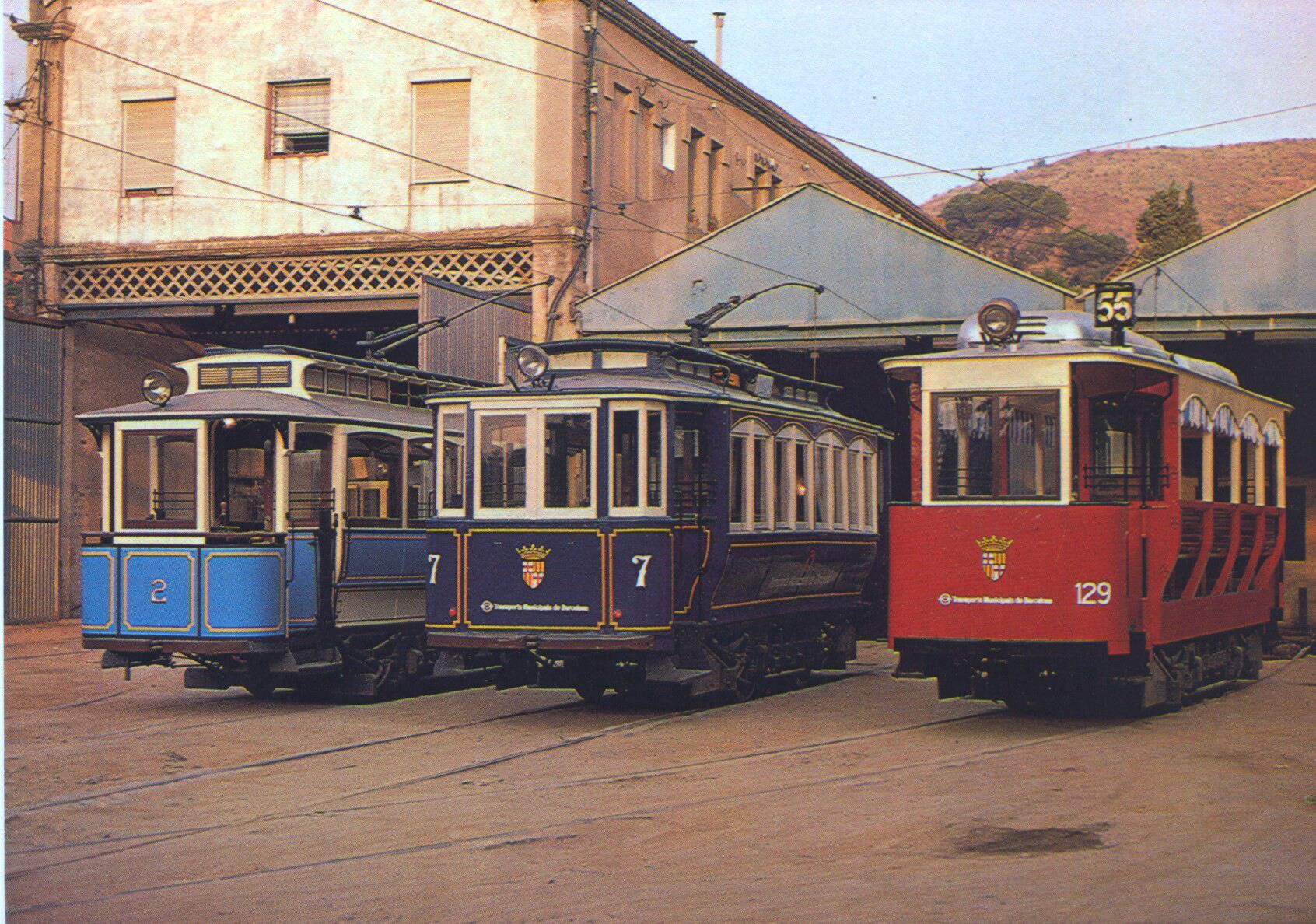
A kettes, a hetes és a 129-es 2005-ben a villamosremíz előtt

A vonalon jelenleg hét történelmi villamoskocsi közlekedik:
| Kép | Darabszám | Gyártási év | Megjegyzés |
| --- | --------- | ----------- | --- |
|     | 2         | 1901        | Az egyetlen a vonalon szolgáló négy eredeti villamoskocsiból. Működőképes, de csak speciális menetekhez használják. |
|     | 5,8,10    | 1904        | Ezek a kocsik később épültek a villamosvonal forgalmához. A hat kocsi mindegyike kéttengelyes, mindkét végükön vezetőállással. A felszálló ajtókat kézzel lehet működtetni. Összesen 32 férőhelyes, maximális sebessége 13 km/h.      |
|     | 6,7       | 1904        | Ugyanolyanok, mint az előbb említett 5,8 és 10 pályaszámú kocsik, de ezeket újjáépítették 2005 és 2006 között. Megtartották az eredeti elrendezésüket, de a fékeket hidraulikusra cserélték.                                          |
|     | 129       | 1906        | A nyitott kocsi eredetileg a barcelonai városi rendszernek épült, 1986-ban a Tramvia Blauhoz került, mint 9-es. Hasonló az 5-ös, 8-as és 10-es kocsihoz, de ezt pirosra fényezték, mint a tradicionális régi barcelonai villamosokat. |